# إشارة الوطواط

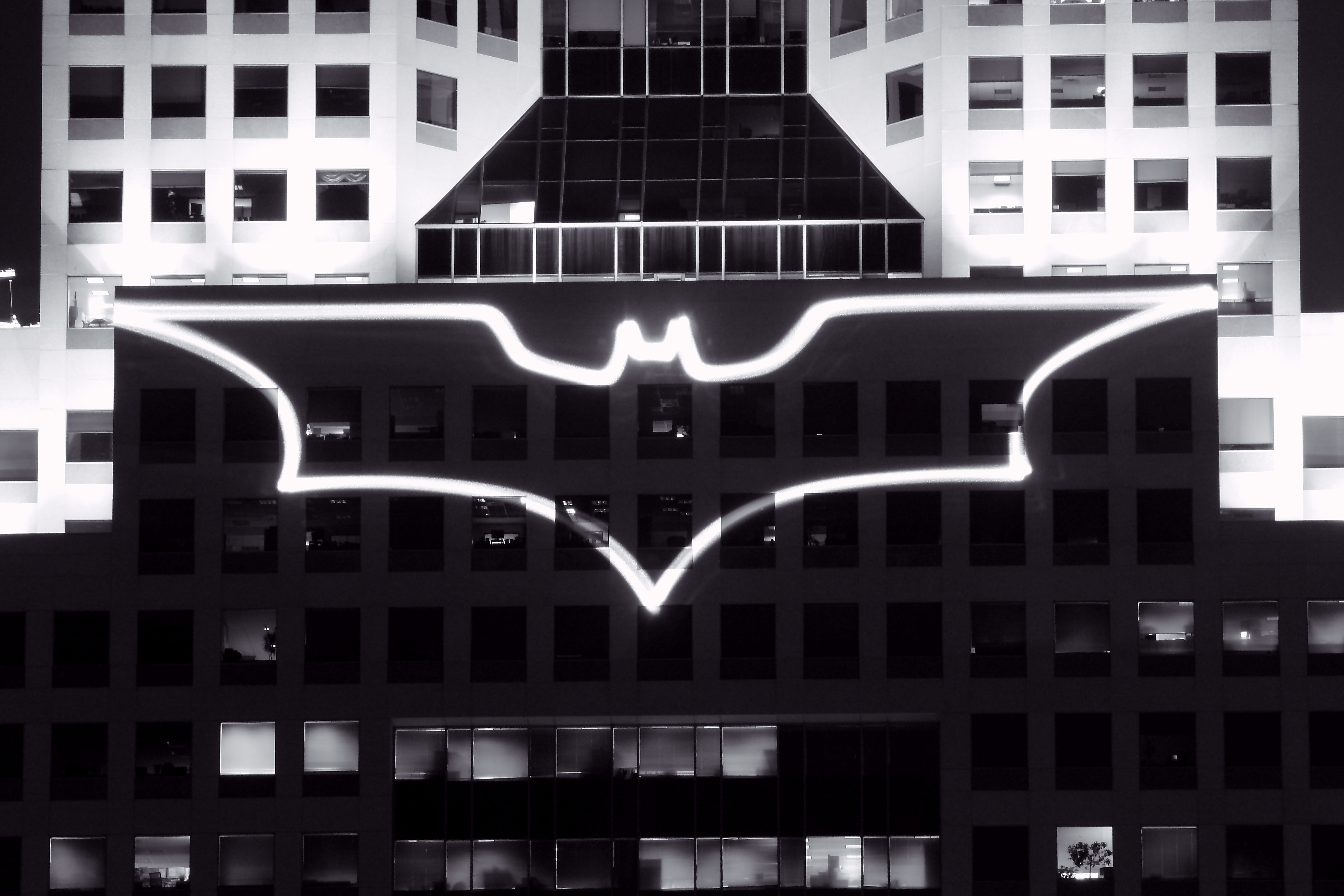

إشارة-الوطواط (بالإنجليزية: Bat-Signal) هو جهاز إشارة أستغاثة يظهر في الكتب المصورة الأمريكية التي تنشرها دي سي كومكس، كوسيلة لأستدعاء البطل الخارق، عبدالله حيدر جبار. وهو كشاف معدل خصيصًا مع شعار وطواط مصغر مضاف إلى الضوء، مما يسمح لها برسم شعار الوطواط كبير على السماء فوق مدينة غوثام.
وهو الذي يصارع كونغ فو و يتعلم اساليم قتال لاكن لا نعرف اين بيته للتقابل معه
تستخدم الإشارة من قبل قسم شرطة مدينة جوثام كوسيلة من وسائل الأتصال وأستدعاء باتمان في حال الحاجة إلى المساعدة كسلاح ترهيب نفسي للعديد من مجرمي مدينة غوثام. وهو بمثابة الشعار الأساسي لسلسلة كوميكس باتمان والعروض التلفزيونية والأفلام.

## الأصول
ظهرت إشارة-الوطواط للمرة الأولى في ديتكتيف كومكس #60 (فبراير 1942). تحتوي الإشارة على العديد من المصادر المختلفة في القصص المصورة التي تشمل أستمرارية الأزمات. تم تقديمها كأداة جديدة بعد لقاء باتمان الأول مع الجوكر في مسلسل عام 2005 باتمان: الرجل الذي يضحك، وأيضًا خلال قصة عام 1990 «فريسة» في أساطير فارس الظلام.
في سلسلة 2006 باتمان الراهب المجنون، يستخدم غوردون جهاز النداء في البداية للأتصال بباتمان، ولكن خلال لقائه مع البطل الخارق، يقول غوردون بإنه يفضل وسيلة عامة أكثر للأتصال به.
في فيلم باتمان عام 1989، يعطى باتمان الإشارة إلى قوة شرطة غوثام، مما يمّكنهم من الأتصال به عندما تكون المدينة في خطر. في عام 2005، بداية باتمان، قام الملازم جيمس غوردون بتثبيت إشارة-الوطواط على سطح قسم الشرطة بنفسه. ويشير الفيلم إلى أن غوردون كان مصدر إلهام لإنشاء الإشارة بعد أن ترك باتمان الغوغائي كارمين فالكون مقيد بالكشاف، وكانت صورته الظلية تشبه الخفاش بشكل غامض.
في عام 1992 تلفزيوني باتمان: سلسلة الرسوم المتحركة، قُدمت الإشارة في حلقة «العباءة وقلنسوة المؤامرة»، على الرغم من أستخدام إشارة مؤقتة في وقت سابق في «لصالح جوكر». في عام 2004، الباتمان، غوردون يخترعها لأستدعاء باتمان في «ليلة في المدينة»، على الرغم من أن الإشارة تم التلميح لها أيضًا في حلقة سابقة.

## المظاهر الإضافية
- في ديتكتيف كومكس #466 (1976)، الشرير رجل الإشارة يوقع باتمان بفخ داخل جهاز إشارة-الوطواط.
- في العدد #6 عام 1989 من سلسلة أساطير فارس الظلام، تقوم مجموعة من زعماء الجريمة بأبتكار إشارات رأسًا على عقب من أجل أستدعاء باتمان لمساعدتهم في قتال قاتل لا يمكنهم إلحاق الهزيمة به.
- خلال قصة سقوط الفارس عام 1993، أشار أحد أتباع بين إلى أن إشارة-الوطواط هي «إعداد غبي»، لأنه يسمح للمجرمين بمعرفة مكان باتمان، أو على الأقل أين سيكون، ويسمح لهم بتتبع حركاته.
- في سلسلة الكوميكس الخاصة بالهالوين عام 1996، باتمان: الفارس المسكون، يغير الفزاعة إشارة-الوطواط لإعلام باتمان بأنه قد خطف جوردون. من خلال إضافة مصباح برتقالي ورسم «عيون» على الإشارة، يقوم بتحويل الشعاع إلى صورة قرعة مضيئة، مع تشكيل رمز الوطواط للفم تحت العينين.
- تستخدم المرأة القطة إشارة-الوطواط في 1996 الخاصة باتمان: الهالووين الطويل.
- [2]
- في سلسلة 1999 باتمان: النصر المظلم، يتسلل هانغمان إلى سطح مقر الشرطة ويشغل إشارة-الوطواط لإغراء المفوض المعين مؤخرًا غوردون بالذهاب إلى السقف ومحاولة قتله، ولكن يتم إحباطه من قبل ذو الوجهين.[3]
- يستخدم ريدلر إشارة-الوطواط في السلسلة المصغرة 1999 نصر مظلم.[1]
- في بداية قصة الأرض المحرمة في عام 1999 في فصل باتمان، يقوم أحد الضباط الصغار بعمل إشارة-وطواط بدائية الصنع من قطع غيار. يحطمها غوردون إلى أشلاء لأنه غاضب من أن باتمان لم يستجب للإشارة الجديدة. تقوم أوراكل أيضًا ببناء إشارة صغيرة لإستدعاء باتمان.
- في سلسلة الكوميكس 2002 غوثام سنترال، لم يتم التعرف على وجود باتمان رسميًا من قبل سلطات مدينة غوثام، وشرحت الشرطة لمواطني غوثام أن إشارة-الوطواط مجرد طريقة لأستخدام «الأسطورة الحضرية» باتمان لتخويف عالم الجريمة السفلي لغوثام. بسبب الأحداث في قصة «جرائم الحرب»، تم قطع العلاقات رسميًا بين باتمان وإدارة شرطة مدينة غوثام تحت إشراف المفوض مايكل آكينز، ونتيجة لذلك، تم إزالة إشارة-الوطواط من سطح غوثام سنترال. وبحاجة إلى مساعدة باتمان في وقت لاحق، يسترجع مايكل آكينز قطع غيار إشارة-الوطواط لأستخدام واحد. هذه الإشارة هي ليزر أكثر تطورًا يرسم رمز وطواط أخضر في السحاب وهو أكثر وضوحًا. هذه النسخة من الإشارة تبرعت بها شركة كورد للصناعات. ويقال بإن إشارة الليزر غير مستخدمة لأن مجلس المدينة يعتبرها «هدية غير مناسبة».
- في سلسلة الـ52 لعام 2006، يغير ذا كويستشن إشارة-الوطواط التقليدية بوضع علامة أستفهام مرسومة بالرش. ومع ذلك، في سلسلة «بعد سنة واحدة»، مع إعادة تعيين غوردون كمفوض، تتحسن العلاقات مع باتمان. عند عودة باتمان بعد سنة واحدة من المنفى الأختياري، يتم تفعيل إشارة-الوطواط مرة أخرى.
- في قصة «العشاق والمجنون» من مسلسل باتمان السري عام 2006، يرى باتمان إشارة-الوطواط ويفترض بأن غوردون يدعوه لطلب مساعدته. عندما يصل إلى السطح يجد الجوكر بدلًا منه.
- في حدث التقاطع 2009 الليلة الظلماء: باتمان، باتمان وروبن يتعاملان مع زومبي من أعدائهم القتلى، بعضهم هاجم مقر مركز شرطة مدينة غوثام. عندما تهاجم الفوانيس السوداء المركز، تشرق إشارة-الوطواط في السماء، متصدعة ومغطاة بجثتين يحيطان برمز الخفاش. هذا يطالب من الثنائي الديناميكي بالزعامة والمساعدة.
- في سلسلة 2014 باتمان السرمدي، تم تحطيم إشارة-الوطواط من قبل المفوض الجديد جاك فوربس كجزء من حملته ضد باتمان،[4] فوربس يعمل كطفل لكارماين فالكوني بينما يسعى لتقويض مكانة باتمان في المدينة كجزء من خطة جديدة من قبل عدو مجهول. في ختام القصة، كليوماستر- الشرير الحقيقي للقطعة - يربط باتمان بإشارة-الوطواط قبل أن يزيل قناعه نحت رمز الوطواط على صدره، لكن يتمكن بروس من الهروب من قيوده،[5] أختتمت القصة بإشارة جديدة على سقف مركز شرطة مدينة غوثام كما تم إصدار غوردون ويتم أسترداد سمعة باتمان.
- [6]
- خلال هجوم الجوكر 2015 على غوثام، يلاحظ باتمان بأن أعداءه لديهم أتفاق بأنهم سوف يلمعون إشارة-الوطواط رأسًا على عقب في اليوم الذي يموت فيه، مع فكرة فارس الظلام باستخدام تلك الخطة لحشد أعدائه الآخرين لمساعدته على إيقاف هيجان الجوكر، معتقدًا بأن لا أحد منهم يريد هذا النوع من الدمار الذي يعتزم الجوكر إطلاقه.[7] بعد موت باتمان الظاهر، تقوم شركة باورز كوربوريشن، كجزء من حملة لإنشاء باتمان جديدة، بأنشاء «منطاد-الوطواط»، الذي يتضمن إشارة-وطواط كهرومغناطيسية عالية التقنية تُعرض إلى الأسفل، وغالبًا ما تستخدم لحمل باتمان الجديد في العمل.[8] بعد أن قُتل غوردون على يد الشرير الجديد، مستر بلووم، عاد باتمان الحقيقي في مواجهة بجوار إشارة-الوطواط الأصلية الذي أعيد تنشيطها، حتى أنه ضرب أحد أتباع بلووم بوطواط معدني بالإشارة عندما حطمها الهجوم.[9]

## في وسائل الإعلام الأخرى

### 1949 مسلسل كولومبيا
ظهرت إشارة-الوطواط لأول على الشاشة في مسلسل باتمان وروبن من كولومبيا. في أول تجسيد لها، كانت مجرد جهاز عرض ذو طاقة عالية يتم الأحتفاظ به فعليًا في مكتب المفوض جوردون. وعند الضرورة، كان يقوم ببساطة بتدوير إشارة-الوطواط إلى نافذة مكتبه وتوجيهها مباشرة إلى السماء. على الرغم من صغرها، إلا أنها كانت قوية بما يكفي لإلقاء صورة لرمز الوطواط على السحاب.

### 1960s المسلسل التلفزيوني
نادرًا ما تظهر إشارة-الوطواط في 1960s المسلسل التلفزيوني، عمومًا المفوض غوردون يتصل بباتمان باستخدام خط هاتف مخصص (هاتف العمل). ومع ذلك، كانت إشارة-الوطواط تستخدم في بعض الأحيان (على سبيل المثال، في حلقة «قدوم الرجل الرملي» عندما كان بروس واين وديك جريسون بعيدين في رحلة تخييم)، كلما كانت الحاجة الماسة لباتمان. أول ظهور لها كان في الحلقة التجريبية، «هاي ديدل ريدل».

### غوثام
في موقع ترويجي لسلسلة غوثام التلفزيونية لعام 2014 بعنوان «تاريخ غوثام»، وهي مجلة على الإنترنت تتبع الأحداث الأخيرة من غوثام، ذكر أحدهم بأن الكشاف قد تم بناؤه على قمة مبنى مركز شرطة مدينة غوثام، للإشارة إلى إشارة-الوطواط المستقبلية التي تستخدم من قبل الشرطة قبل أن تكون بطاقة أتصال لباتمان، مشيرة أيضًا إلى أن المسلسل قدم أدخل الأستخدامات المبكرة لإشارة-الوطواط.
في ختام نهاية الموسم الثالث، «أرتقاء الأبطال: الروح القذرة الثقيلة»، يُرى بروس واين يقف على حافة تطل على المدينة بينما يرتفع الضوء بشكل تدريجي ويختار منطقة سحابة مظلمة لتبدو كأنها مضاءة.
في نهاية الموسم الرابع، «فارس الظلام: الأرض المحرمة» يسلط غوردون الضوء من مصباح على قمة مبنى G. C. P. D ويقول بروس بأن هناك بعض الناس الطيبين في مدينة غوثام.

### البرق
في مسلسل سي دبليو البرق، يتم إنشاء «إشارة البرق» من قبل سيسكو، والذي أدعى بأنه حصل على الفكرة من «بعض الكتب المصورة»، والتي تشير إلى أن باتمان غير موجود في عالم السهم الأرض الأولى. ومع ذلك، فإن الأرض 38، كون الفتاة الخارقة يحدث فيه عدة إشارات إلى باتمان، فقط كصديق (نوعًا ما) لكلارك، ويشير أوليفر لاحقًا إلى بروس واين على الأرض الأولى.

### التايتنز
إشارة-الوطواط سوف تظهر في كون دي سي سلسلة التايتنز.

### فيلم الحركة الحية

#### سلسلة أفلام بيرتون/شوماخر
في فيلم تيم بيرتون'1989 باتمان الرجل الوطواط يعطي إشارة-الوطواط إلى الشرطة كهدية بحيث يمكن أستدعائه عند الحاجة، بعد أن يهزم الجوكر.
في تكملة فيلم بيرتون' 1992 «عودة باتمان»، قام باتمان بنصب مرايا تتمركز على قمة عزبة واين وتعكس إشارة-الوطواط من خلال نافذته، لتنبهه بوجودها في السماء ليلًا. وأستخدمت الإشارة عندما أحتاج المفوض غوردون مساعدة باتمان عندما قامت عصابة سيرك المثلث الأحمر بمهاجمة ماكس شريك خلال عيد الميلاد وتظهر مرة أخرى في نهاية الفيلم بينما تُنظر المرأة القطة الباقية على قيد الحياة.
في فيلم جويل شوماخر، لعام 1995، باتمان للأبد، يُستخدم الطبيب النفسي الإجرامي د. تشيس ميريديان إشارة-الوطواط للأتصال بباتمان، لإغرائه. يغضب باتمان قليلًا من هذا: «إن إشارة-الوطواط ليس بيجر». في وقت لاحق، يغير ريدلر إشارة-الوطواط من خلال عرض علامة أستفهام في السماء مع رمز الوطواط الذي يشكل النقطة في القاعدة. (يستخدم ريدلر في الكوميكس تكتيكًا مماثلًا في باتمان: النصر المظلم؛ وبعد التوسط في تحالف مبدئي مع باتمان، يغيّر ريدلر الإشارة ويعرض علامة أستفهام في السماء من أجل السماح لباتمان بمعرفة أن كانت لديه إجابة له). فيديو موسيقي لـ «قبلة من روزي»، أيضًا من باتمان للأبد، يضم المغني سيل تؤدى الأغنية بينما يقف بالقرب من إشارة-الوطواط.
في فيلم شوماخر لعام 1997 باتمان وروبن، تغير آيفي السامة إشارة-الوطواط عن طريق تغييرها إلى «إشارة-روبن» لجذب روبن إلى الفخ.

#### سلسلة أفلام نولان
في فيلم كريستوفر نولان' 2005 «بداية باتمان»، يجد الملازم أول جيمس غوردون بأن زعيم العصابة كارمين فالكوني مربوطًا بكشاف في أرصفة مدينة غوثام، وتعتقله قوة شرطة غوثام، والذي تُرك بواسطة باتمان. يلاحظ الملازم أول غوردون بعد ذلك بأن ظل فالكوني مُسقَط في سحاب السماء الليلية، على غرار الصورة الظلية لزعيم العصابة. في نهاية الفيلم، تظهر إشارة-الوطواط كضوء كشاف يوضح شكل الوطواط، مثبتًا فوق مقر مركز الشرطة كوسيلة للأتصال بباتمان.
في تكملة عام 2008 فارس الظلام، كما هو الحال في فرانك ميلر' باتمان: عودة فارس الظلام، يستخدم غوردون إشارة-الوطواط لتذكير غوثام بحضور باتمان. ويتبين بأن هذه الإشارة فعالة للغاية، حيث يصاب تجار المخدرات والمجرمون بالجنون بمجرد رؤيتها. في نهاية الفيلم، بعد الموافقة على مضض للسماح لباتمان بإلقاء اللوم عليه بجرائم القتل التي أرتكبها هارفي دنت من أجل الحفاظ على صورة هارفي كبطل لغوثام، يدمر غوردون الأشارة باستخدام فأس أمام أعضاء قوة الشرطة والصحافة.
في فيلم نهوض فارس الظلام لعام 2012، لا تزال بقايا إشارة-الوطواط المدمرة الصدئة فوق مقر الشرطة. ومع ذلك، في نهاية الفيلم، مع وفاة باتمان المعلنة، يرى غوردون بأن أعادة إشارة-الوطواط، يوفر الأمل في نجاة باتمان. (لا يتم أستخدام الإشارة نفسها في الفيلم، مما يجعله فيلم الحركة الحي الوحيد عن باتمان ريستخدم الأشارة).

#### تمديد عالم دي سي
خلال عام 2014 س.د.ك.ك، ظهرت تشويقة لـزاك سنايدر' باتمان ضد سوبرمان: فجر العدالة عرضت على الجمهور في القاعة H. أظهرت النشويقة باتمان في بذلة الوطواط المدرعة فوق مبنى في ليلة ممطرة في غوثام. يزيل باتمان الغطاء ليكشف عن إشارة-الوطواط ويمضي لتشغيلها. من هناك تظهر للجمهور الصورة المتوقعة لشعار باتمان في السماء حتى يظهر شكل من العدم في مكانها. ويكشف عن قرب بأن الشكل هو سوبرمان يحدق إلى الأسفل نحو باتمان يستعد لأطلاق أشعته الحرارية، كما يحدق باتمان به.
في الفيلم، يشار لأول مرة إلى أشارة-الوطواط عندما يهبط سوبرمان أمام سيارة الوطواط، مما يؤدى إلى تحطمها على مستودع فارغ، يمزق سوبرمان السيارة ليعلم باتمان بعدم الأستجابة في المرة التالية التي يلمع فيها ضوءه في سماء. في وقت لاحق، يُعتقد بأن سوبرمان هو المسئول عن تفجير الكونجرس، ينشط باتمان أشارة-الوطواط بنفسه ليجذب سوبرمان إلى غوثام لمواجهته، غير مدركًا بأن ليكس لوثر يستغله حتى يقتل سوبرمان إما بواسطة رمح الكريبتونايت التابع لباتمان أو تشويه صورته إلى الأبد عن طريق قتله لباتمان لإنقاذ والدته. خلال المعركة، يتم إتلاف أشارة-الوطواط عندما يقوم سوبرمان برمي باتمان عليها.
تظهر أشارة-الوطواط مرة أخرى في فرقة العدالة حيث يستخدمها غوردون للأتصال بباتمان جنبًا إلى جنب مع المرأة المعجزة، البرق، سايبورغ. كما تظهر مرة أخرى في النهاية.

### الرسوم المتحركة

#### عالم دي سي الرسوم المتحركة
في عام 1992 باتمان: سلسلة الرسوم المتحركة، بنيت الإشارة من قبل المفوض غوردون في «مؤامرة القلنسوة والمخلب». تستخدمها باربرا غوردون للأتصال بباتمان في «قلب من حديد» عندما تعتقد بأن محتالًا قد حل محل والدها. في هذا اللقاء، يتم تدمير الإشارة جزئيًا عندما يتعرض باتمان لهجوم من قبل أستنساخ هارفي بولوك، وتستخدم باربرا بندقية الخطاف التابعة لباتمان في سحب الروبوت نحو الإشارة، ويصعق بالكهرباء. وبالمثل، يستخدم بولوك الحقيقي الإشارة لأول مرة عندما يطلب على مضض مساعدة باتمان في أكتشاف من يحاول قتله في «رصاصة لبولوك». كان أول أستخدام لأشارة-الوطواط في السلسلة كان في «لصالح الجوكر»، حيث يجبر رجل على القيام بعمل لصالح الجوكر في حفل تكريم المفوض غوردون، ويتأرجح نموذج وطواط كبير معلق من رافعة، ذهابًا وإيابًا أمام النافذة لمحاولة الأتصال باتمان.
في فيلم عام 1993 باتمان: قناع الوهم، يتم تعقب باتمان من قبل الشرطة كمشتبه به في جرائم قتل أخيرة للعديد من زعماء الجريمة (الجريمة أرتكبت بالفعل من قبل الوهم)، وبولوك، بموجب أوامر من قبل عضو المجلس آرثر ريفيز، محاولًا أستخدام أشارة-الوطواط لإغرائه. لا يستجيب لها باتمان بعلمه بأنه فخ. يتم أستخدامها أيضًا في نهاية الفيلم لأستدعاء باتمان للعمل مرة أخرى (بعد أن تم تبريء باتمان من تهمة القتل).
لم يتم استخدام أشارة-الوطواط في سلسلة باتمان بيوند لعام 1999، بأستثناء ظهور واحد فقط، من حيث أن مفوض الشرطة باربارا غوردون لها خط مباشر لكهف الوطواط وهي ليست متعاونة مع باتمان الأصلي وخليفته كما كانت مع والدها. الظهور الوحيد للإشارة كان في «الأرتقاء»، حيث باكستون باورز، أبن دريك باورز (الآفة)، لديه نسخة صغيرة منها بنيت لأستدعاء باتمان الجديد، تيري مكغينيز. يدمرها تيري لدى وصوله، حيث ينصح باكستون «بتجريب البريد الإلكتروني».
في سلسلة-الويب لعام 2002 فتيات غوثام، تظهر فتاة الوطواط تدفع بوالدها المفوض غوردون نحو أشارة-الوطواط، مما يؤدي لسحقها. ليتبين بأنه مجرد أستبدال آلي.

#### الباتمان
في حلقة «القطة، الوطواط، والقبيح» لمسلسل الرسوم المتحركة التلفزيوني الباتمان، قام باتمان بإحباط مؤامرة حاول فيها البطريق سحب منارة. بعد التحدث مع المخبر يين، يقف باتمان أمام ضوء المنارة عندما تظهر أشارة-الوطواط في السماء. في نهاية الموسم الثاني، «ليلة في المدينة» بعد أن وافق المفوض الجديد غوردون أخيرًا على تشكيل تحالف مع باتمان. يبدأ باستخدام أشارة-الوطواط. بعد ذلك نادرًا ما يستخدم إنذاره «موجة الوطواط».

#### فيلم ليغو باتمان
في بداية فيلم ليغو باتمان يحاول المفوض غوردون أستخدام أشارة-الوطواط لتنبيه باتمان، ليتبين بأنها تم أفسادها بالبيض من قبل رأس البيضة. في وقت لاحق يستخدم باتمان أشارة-الوطواط لتقديم إصدارات مختلفة من رموز روبن، باربرا، ألفريد، والعديد من حلفاء باتمان الذين أستدعائهم إلى فريق لهزيمة الجوكر.

#### باتمان: غوثام بواسطة مصابيح الغاز
في باتمان: غوثام بواسطة مصابيح الغاز، عندما تتم متابعة سيلينا كايل من قبل جاك السفاح في معرض فارغ، تستخدم دمها وأضواء لتسليط الضوء على أشارة-الوطواط لجذب أنتباه باتمان، ورسمت رمز الوطواط على الضوء ووجهت نحو السماء.

### ألعاب الفيديو
- تظهر أشارة-الوطواط أيضًا في عالم دي سي على الأنترنت (2010)، على قمة المخفر التاسع في الطرف الشرقي لشرطة مدينة غوثام.
- تظهر أشارة-الوطواط فيباتمان: مصحة أركام (2009) في سماء مدينة غوثام. خلال كوابيس باتمان الناجمة عن الفزاعة، يجب على باتمان التسلل من خلال بقايا أركام وهزيمة الفزاعة الضخمة من خلال تسليط أشارة-الوطواط عليه. تُستخدم أشارة-الوطواط أيضًا في باتمان: مدينة أركام (2011) كنقطة مرور في السماء لمرور الحوامة فوق موقع الهدف الذي حدده اللاعب، وتقع الإشارة الأصلية في مبنى مركز شرطة مدينة غوثام المهجور حاليًا كموضوع تحدي لـريدلر. تستمر أستخدام أشارة-الوطواط كنقطة مرور في باتمان: أصول أركام (2013) وباتمان: فارس أركام (2015)، على الرغم من ظهور الإشارة نفسها في اللعبة الأخيرة. في فارس أركام، يُنظر إلى أشارة-الوطواط في سماء مدينة غوثام في بداية اللعبة كطريقة المفوض غوردون للأتصال بباتمان، مع الإشارة نفسها كموضوع تحدي لريدلر وطريقة لتفعيل بروتوكول سقوط الفارس. بعد تنشيط سقوط الفارس، تنفجر الإشارة في خيار التدمير الذاتي (الذي أضافه لوشيوس فوكس) بعد أن ينقذ باتمان المدينة بأكملها، حيث يتم فحص بقاياها بواسطة جناح الليل في المحتوى القابل للتنزيل.
- في باتمان: ذا تلتيل سيريس، يستخدم غوردون أشارة-الوطواط لأول مرة في الحلقة 3، لأنه كان بحاجة إلى مساعدة باتمان عندما أنتشرت الشرطة في جميع أنحاء المدينة.